# Ormond-by-the-Sea
Ormond-by-the-Sea è un census-designated place (CDP) degli Stati Uniti d'America, situato in Florida, nella contea di Volusia.